# Трифонов Ігор Юрійович
Ігор Юрійович Трифонов (рос. Игорь Юрьевич Трифонов; нар. 10 жовтня 1968, Раменське, Московська область, РРФСР — пом. 12 грудня 2023, Україна) — російський службовець та військовик, генерал-майор поліції МВС Росії у відставці, засуджений за хабарництво. Колишній керівник УМВС Єкатеринбурга (2011—2017) та Карачаєво-Черкесії (2017—2019).
Убитий в ході російського вторгнення в Україну.

## Біографія
Народився 10 жовтня 1968 року в місті Раменське Московської області. Кар'єру в силових структурах розпочав із посади рядового співробітника патрульно-постової служби, а пізніше став оперативним черговим. Уже 2004 року отримав посаду заступника керівника УВС у Південно-Східному окрузі Москви, а потім очолив відділ громадської безпеки.

Трифонов Ігор

У 2011 році Трифонова перевели до Свердловської області, з березня він виконував обов'язки начальника управління з організації діяльності дільничних уповноважених міліції ГУВС Свердловської області. В червні обійняв посаду голови УМВС Росії в Єкатеринбурзі. У 2017 Трифонов став керівником МВС у Карачаєво-Черкесії, згодом отримав на новій посаді генеральське звання. 5 листопада 2019 року Трифонова з невідомої причини був звільнений президентом РФ.

### Судова справа
За версією російського слідства, у 2015 році заступник голови правління банку «Кільце Уралу» (рос. Кольцо Урала) Олег Конопльов попросив начальника служби безпеки банку Олександра Кубу підшукати співробітника МВС, який міг би допомогти порушити кримінальну справу стосовно керівництва ТОВ «Форес-хімія» (рос. Форес-химия). Ця компанія була поручителем за кредитом на суму 593 млн рублів, виданим «Кільцем Уралу» одній із комерційних структур. Роком раніше кредит перестали обслуговувати, а в «Форес-хімії» заявили, що участь фірми в угоді зумовлена підробленими документами.
Щоб повернути ці гроші, Конопльов вирішив за хабар ініціювати справу, у якій банк був би потерпілим. Куба звернувся до співробітника відділу економічної безпеки та протидії корупції УМВС Дениса Жданова, який залучив свого начальника Едуарда Вороніна, а він домовився про порушення справи з Ігорем Трифоновим. Кримінальну справу в підсумку було порушено, але без фігурантів — за фактом розкрадання 165 млн рублів. Це не влаштувало Конопльова, тому він, як з'ясувалося на суді, передав як хабар тільки 7,5 млн рублів.
У вересні 2020 року Трифонова затримали співробітники ФСБ.
У 2021 році Конопльова засудили до п'яти років колонії. Воронін отримав статус свідка. Трифонов своєї провини не визнавав. На суді полковник Олег Грехов, який сидів із Вороніним в одній камері, з посиланням на Вороніна розповідав, що на того тиснули силовики, вимагали дати свідчення на ексначальника ГУ МВС у регіоні Михайла Бородіна. І нібито тому, що Воронін Бородіна не знав, він дав свідчення на Трифонова.
8 серпня 2022 року Трифонову винесли вирок — дев'ять із половиною років колонії. Згодом термін скоротили на два місяці, додали конфіскацію майна і прибрали з обвинувачення статтю за придбання вогнепальної зброї. Його також позбавили звання генерал-майора і державних нагород. Свою провину Трифонов не визнав, заявляючи, що справу проти нього сфабриковано.

### Російське вторгнення в Україну 2022 року
Зі слів його адвоката Ольги Кезік, Трифонов із березня 2023 року просився взяти участь у російському вторгненні в Україну. У листопаді його було призвано, він підписав контракт із ЗС РФ та вирушив у зону бойових дій. Загинув у бою.

## Нагороди
Отримав численні нагороди, серед яких:
- Медаль ордена «За заслуги перед Вітчизною» 2-го ступеня
- Медаль «У пам'ять 850-річчя Москви»
- Медаль «За відзнаку в службі» 3-го, 2-го і 1-го ступеня (20 років)